# Clinopodium betulifolium
Clinopodium betulifolium là một loài thực vật có hoa trong họ Hoa môi. Loài này được (Boiss. & Balansa) Kuntze mô tả khoa học đầu tiên năm 1891.